# 亨利·馬特奧
亨利·安東尼奧·馬特奧·瓦萊拉（英語：Henry Antonio Mateo Valera，1976年10月14日—），多明尼加籍前美國職棒大聯盟內野手，主要守備位置是二壘手；投球的慣用手是右手，打擊則是左右開弓。他曾經在大聯盟打了6個球季；2001年至2004年，效力於蒙特婁博覽會隊；2005、2006年則是與博覽會隊一同遷往華盛頓哥倫比亞特區，並更名為華盛頓國民。2010年，馬特奧曾短暫到台灣打球，加入中華職棒統一7-ELEVEn獅隊，使用的登錄名為「亨利」。

## 職業生涯

### 蒙特婁博覽會／華盛頓國民
1995年美國職棒大聯盟選秀會，18歲的馬特奧在第2輪被蒙特婁博覽會隊選中；6月11日，他與博覽會隊簽下合約。馬特奧首先從小聯盟新人聯盟起步。1999年，他升上高階1A的丘比特雙髻鯊隊，單季盜壘32次。隔年升上2A的哈里斯堡參議員隊更上一層樓，跑出48次盜壘成功。2001年，馬特奧升上3A的渥太華野貓隊後，再跑出47次盜壘成功。他的前7個小聯盟球季，總計盜壘180次。
2001年7月28日，24歲的馬特奧首度升上大聯盟；博覽會隊主場迎戰亞特蘭大勇士隊，他擔任先發第8棒二壘手。5局下半，面對賽揚獎名投湯姆·葛拉文敲出生涯首支安打，並在隊友護送下奔回本壘得分。該役馬特奧4個打數擊出2支一壘安打，但博覽會隊最終以5比10敗給勇士隊。他在新人球季出賽5場，9個打數打出3支安打，繳出打擊率3成33的成績。2002年球季，馬特奧的出賽數增加，數據卻下滑，打擊率只有1成74。
2003年4月14日，博覽會隊應戰紐約大都會隊；他在7局下半上場代打，遭到觸身球保送；隨後發動盜壘，在大都會隊捕手麥克·皮耶薩的看管下，一口氣連盜2個壘包，上到三壘。博覽會隊在8局下半得到2分，終場以5比3險勝對手。5月1日，馬特奧擔任開路先鋒，單場打出3支安打，還有1次盜壘成功，幫助球隊以5比0完封密爾瓦基釀酒人隊。7月6日，他在5個打數擊出4支安打；可惜博覽會隊以5比7輸給勇士隊。這個球季，馬特奧受到球隊重用；整季出賽100場，繳出打擊率2成40、打點7分和盜壘11次的成績。2004年球季，他的出賽數銳減到40場，但打擊率仍有2成73。
由於球隊經營不善；9月29日，大聯盟正式宣布博覽會隊將在2005年遷往華盛頓哥倫比亞特區，並更名為「華盛頓國民」。來到華盛頓的第一個球季，馬特奧幾乎整季都待在小聯盟；只在大聯盟出賽1場，選到1次四壞球保送。球季結束後，他成為自由球員。2006年1月27日，國民隊與他簽下新合約。8月23日，馬特奧從佛羅里達馬林魚隊後援投手雷尼爾·平托手中轟出一支陽春全壘打；但國民隊在前3局狂失9分，苦苦追趕下還是以7比9落敗。雖然他的生涯首轟出爐，但這個球季的打擊率僅有1成54；球季結束後，再度成為自由球員。馬特奧在國民及前身的博覽會隊總計出賽190場，留下打擊率2成33、全壘打1支、打點10分和盜壘15次的成績。
2007年5月4日，他與底特律老虎隊簽約；但整季都待在3A的托萊多泥母雞隊，球季結束後成為自由球員。2008年1月22日，老虎隊再度與馬特奧簽約；不過他的3A打擊率只有2成28，因而在4月21日遭到球隊釋出。離開底特律後，馬特奧加入美國独立棒球联盟中大西洋聯盟的橋港藍魚隊，有著打擊率3成18、安打170支和盜壘35次的出色表現，也是球隊的安打王。2009年5月24日，坦帕灣光芒隊與他簽下小聯盟合約；然而也是待在3A的德罕公牛隊直到球季結束，並未登上大聯盟。馬特奧之後還到墨西哥棒球聯盟打球。

### 統一7-ELEVEn獅
2010年，這位33歲的多明尼加球員踏上台灣土地，效力中華職業棒球大聯盟的統一7-ELEVEn獅隊，使用的登錄名為「亨利」。7月11日，馬特奧首度在中職出賽對上兄弟象隊，擔任先發第2棒二壘手。首打席面對象隊先發投手卡斯帝就揮出安打，隨即盜壘成功；該役他5個打數敲出2支安打，貢獻首安打與盜壘，但獅隊以4比10不敵象隊。7月16日，統一獅對La New熊隊；馬特奧4個打數打出2支安打，並貢獻首分打點，幫助獅隊以6比5險勝熊隊。
7月31日，統一獅與La New熊隊的雙重賽。第1場比賽，他在第8局砲轟熊隊後援投手郭建宏，揮出3分打點全壘打；這支全壘打讓獅隊追加保險分，最後以6比1獲勝。第2場比賽則貢獻1支安打；獅隊順利以3比1贏球，取得一日兩勝。馬特奧從首次亮相至8月8日，連續15場比賽有安打，68個打數擊出23支安打，打擊率高達3成38；獅隊也打出11勝4負的好成績。8月20日，他在5個打數敲出3支安打，演出中職首次猛打賞；也幫助獅隊以3比2險勝兄弟象隊。8月28日，馬特奧面對興農牛隊投手，3個打數沒有安打，打擊率來到2成96，自此再也沒有回升到3成；而獅隊以3比7輸球後，球隊也遭遇一波6連敗。9月11日，他單場演出3次盜壘成功，並跑回本壘得到2分；雖然幫助獅隊以4比1擊敗La New熊隊，不過打擊率已經下滑到2成52。
9月25日，馬特奧貢獻本季第22次盜壘成功；最終排名中職第3位，僅次於鄭達鴻與隊友劉芙豪，但是打席數不到他們的一半。10月3日，他在台灣的最後一場比賽；面對兄弟象隊投手，4個打數擊出2支安打，包含一支二壘安打；終場獅隊以2比1險勝象隊。這個球季，獅隊受到傷兵影響，以54勝63負3和、勝率4成62在聯盟墊底；不僅無緣4連霸，更中斷連續6年打進季後賽的紀錄，也被認為是三連霸魔咒。而馬特奧在獅隊出賽50場，留下打擊率2成49、全壘打1支、打點11分和盜壘22次的差強人意表現，也未能獲得球隊續約。
離開台灣後，他再次回到墨西哥棒球聯盟，效力於塔巴斯科奧爾梅克隊，成績非常出色；2011年繳出打擊率3成45、安打150支和盜壘32次的成績；2012年則有著打擊率3成17和盜壘25次的表現。2013年球季，馬特奧轉往薩爾蒂約瑟拉佩人隊，依然繳出打擊率3成22、安打134支和盜壘23次的優異成績。隔年也有打擊率2成87、安打132支和盜壘20次的不俗表現。那年他還代表多明尼加參加中美洲及加勒比海運動會棒球賽，勇奪銅牌。

## 職棒生涯成績
美國職棒成績：
| 年度 | 球隊 | 場次 | 打席 | 打數 | 得分 | 安打 | 二壘打 | 三壘打 | 全壘打 | 打點 | 盜壘 | 四壞 | 三振 | 打擊率 | 上壘率 | 長打率 |
| 2001 | MON  | 5    | 9    | 9    | 1    | 3    | 1      | 0      | 0      | 0    | 0    | 0    | 1    | .333   | .333   | .444   |
| 2002 | MON  | 22   | 25   | 23   | 1    | 4    | 0      | 1      | 0      | 0    | 2    | 2    | 6    | .174   | .240   | .261   |
| 2003 | MON  | 100  | 169  | 154  | 29   | 37   | 3      | 1      | 0      | 7    | 11   | 11   | 38   | .240   | .304   | .273   |
| 2004 | MON  | 40   | 46   | 44   | 3    | 12   | 2      | 0      | 0      | 0    | 2    | 1    | 9    | .273   | .289   | .318   |
| 2005 | WSN  | 1    | 2    | 1    | 0    | 0    | 0      | 0      | 0      | 0    | 0    | 1    | 0    | .000   | .500   | .000   |
| 2006 | WSN  | 22   | 29   | 26   | 5    | 4    | 2      | 0      | 1      | 3    | 0    | 2    | 3    | .154   | .214   | .346   |
| 6年  | 6年  | 190  | 280  | 257  | 39   | 60   | 8      | 2      | 1      | 10   | 15   | 17   | 57   | .233   | .289   | .292   |

中華職棒成績：
| 年度 | 球隊 | 場次 | 打席 | 打數 | 得分 | 安打 | 二壘打 | 三壘打 | 全壘打 | 打點 | 盜壘 | 四壞 | 三振 | 打擊率 | 上壘率 | 長打率 |
| 2010 | 統一 | 50   | 226  | 201  | 26   | 50   | 10     | 3      | 1      | 11   | 22   | 20   | 42   | .249   | 0.326  | 0.343  |
| 1年  | 1年  | 50   | 226  | 201  | 26   | 50   | 10     | 3      | 1      | 11   | 22   | 20   | 42   | .249   | 0.326  | 0.343  |

## 外部連結
- 亨利·馬特奧在美國職棒（英语）
- 亨利·馬特奧在中華職棒
- 亨利·馬特奧在Baseball-Reference.com（大聯盟）（英语）
- 亨利·馬特奧在Baseball-Reference.com（小聯盟以及海外聯盟）（英语）
- 亨利·馬特奧在ESPN（MLB）（英语）
- 亨利·馬特奧在FanGraphs.com（英语）
- 亨利·馬特奧在The Baseball Cube（英语）